# Liste der Innenminister Finnlands
Der Innenminister Finnlands ist Teil der finnischen Regierung. Derzeitige Ministerin ist Maria Ohisalo von der Partei Grüner Bund.

## Liste der Minister
Folgend eine Liste der Innenminister (finnisch: sisäasiainministeri; schwedisch: inrikesminister) der Republik Finnland:
| Name                 | Partei                                    | Amtszeit                               | Kabinett                |
| -------------------- | ----------------------------------------- | -------------------------------------- | ----------------------- |
| Arthur Castrén       | Jungfinnische Partei                      | 27. November 1917 – 27. Mai 1918       | Kabinett Svinhufvud I   |
| Arthur Castrén       | Jungfinnische Partei                      | 27. Mai 1918 – 27. November 1918       | Kabinett Paasikivi I    |
| Antti Tulenheimo     | Nationale Sammlungspartei                 | 27. November 1918 – 17. April 1919     | Kabinett Ingman I       |
| Carl Voss-Schrader   | Schwedische Volkspartei                   | 17. April 1919 – 15. August 1919       | Kabinett Kaarlo Castrén |
| Heikki Ritavuori     | Nationale Fortschrittspartei              | 15. August 1919 – 15. März 1920        | Kabinett Vennola I      |
| Albert von Hellens   | Nationale Fortschrittspartei              | 15. März 1920 – 9. April 1921          | Kabinett Erich          |
| Heikki Ritavuori     | Nationale Fortschrittspartei              | 9. April 1921 – 14. Februar 1922 (†)   | Kabinett Vennola II     |
| Heimo Helminen       | Nationale Fortschrittspartei              | 24. Februar 1922 – 2. Juni 1922        | Kabinett Vennola II     |
| Yrjö Johannes Eskelä | parteilos                                 | 2. Juni 1922 – 14. November 1922       | Kabinett Cajander I     |
| Vilkku Joukahainen   | Landbund                                  | 14. November 1922 – 18. Januar 1924    | Kabinett Kallio I       |
| Yrjö Johannes Eskelä | parteilos                                 | 18. Januar 1924 – 31. Mai 1924         | Kabinett Cajander II    |
| Gunnar Sahlstein     | Nationale Sammlungspartei                 | 31. Mai 1924 – 31. März 1925           | Kabinett Ingman II      |
| Matti Aura           | parteilos                                 | 31. März 1925 – 31. Dezember 1925      | Kabinett Tulenheimo     |
| Gustaf Ignatius      | Nationale Sammlungspartei                 | 31. Dezember 1925 – 13. Dezember 1926  | Kabinett Kallio II      |
| Rieti Itkonen        | Sozialdemokratische Partei Finnlands      | 13. Dezember 1926 – 12. April 1927     | Kabinett Tanner         |
| Olavi Puro           | Sozialdemokratische Partei Finnlands      | 29. April 1927 – 17. Dezember 1927     | Kabinett Tanner         |
| Matti Aura           | parteilos                                 | 17. Dezember 1927 – 22. Dezember 1928  | Kabinett Sunila I       |
| Toivo Kivimäki       | Nationale Fortschrittspartei              | 22. Dezember 1928 – 16. August 1929    | Kabinett Mantere        |
| Arvo Linturi         | parteilos                                 | 16. August 1929 – 4. Juli 1930         | Kabinett Kallio III     |
| Erkki Kuokkanen      | Nationale Sammlungspartei                 | 4. Juli 1930 – 21. März 1931           | Kabinett Svinhufvud II  |
| Ernst von Born       | Schwedische Volkspartei                   | 21. März 1931 – 14. Dezember 1932      | Kabinett Sunila II      |
| Yrjö Puhakka         | parteilos                                 | 14. Dezember 1932 – 7. Oktober 1936    | Kabinett Kivimäki       |
| Yrjö Puhakka         | parteilos                                 | 7. Oktober 1936 – 12. März 1937        | Kabinett Kallio IV      |
| Urho Kekkonen        | Landbund                                  | 12. März 1937 – 1. Dezember 1939       | Kabinett Cajander III   |
| Ernst von Born       | Schwedische Volkspartei                   | 1. Dezember 1939 – 27. März 1940       | Kabinett Ryti I         |
| Ernst von Born       | Schwedische Volkspartei                   | 27. März 1940 – 4. Januar 1941         | Kabinett Ryti II        |
| Ernst von Born       | Schwedische Volkspartei                   | 4. Januar 1941 – 13. Mai 1941          | Kabinett Rangell        |
| Toivo Horelli        | Nationale Sammlungspartei                 | 13. Mai 1941 – 5. März 1943            | Kabinett Rangell        |
| Leo Ehrnrooth        | Schwedische Volkspartei                   | 5. März 1943 – 8. August 1944          | Kabinett Linkomies      |
| Kaarlo Hillilä       | Landbund                                  | 8. August 1944 – 21. September 1944    | Kabinett Hackzell       |
| Kaarlo Hillilä       | Landbund                                  | 21. September 1944 – 17. März 1944     | Kabinett Urho Castrén   |
| Kaarlo Hillilä       | Landbund                                  | 17. März 1944 – 17. April 1945         | Kabinett Paasikivi II   |
| Yrjö Leino           | Demokratische Union des Finnischen Volkes | 17. April 1945 – 26. März 1946         | Kabinett Paasikivi III  |
| Yrjö Leino           | Demokratische Union des Finnischen Volkes | 26. März 1946 – 22. Mai 1948           | Kabinett Pekkala        |
| Eino Kilpi           | Demokratische Union des Finnischen Volkes | 26. Mai 1948 – 29. Juli 1948           | Kabinett Pekkala        |
| Aarre Simonen        | Sozialdemokratische Partei Finnlands      | 29. Juli 1948 – 17. März 1950          | Kabinett Fagerholm I    |
| Urho Kekkonen        | Landbund                                  | 17. März 1950 – 17. Januar 1951        | Kabinett Kekkonen I     |
| Vieno Sukselainen    | Landbund                                  | 17. Januar 1951 – 20. September 1951   | Kabinett Kekkonen II    |
| Vieno Sukselainen    | Landbund                                  | 20. September 1951 – 9. Juli 1953      | Kabinett Kekkonen III   |
| Vieno Sukselainen    | Landbund                                  | 9. Juli 1953 – 17. November 1953       | Kabinett Kekkonen IV    |
| Heikki Kannisto      | Volkspartei Finnlands                     | 17. November 1953 – 5. Mai 1954        | Kabinett Tuomioja       |
| Väinö Leskinen       | Sozialdemokratische Partei Finnlands      | 5. Mai 1954 – 20. Oktober 1954         | Kabinett Törngren       |
| Väinö Leskinen       | Sozialdemokratische Partei Finnlands      | 20. Oktober 1954 – 30. September 1955  | Kabinett Kekkonen V     |
| Valto Käkelä         | Sozialdemokratische Partei Finnlands      | 30. September 1955 – 3. März 1956      | Kabinett Kekkonen V     |
| Vilho Väyrynen       | Sozialdemokratische Partei Finnlands      | 3. März 1956 – 27. Mai 1957            | Kabinett Fagerholm II   |
| Harras Kyttä         | Volkspartei Finnlands                     | 27. Mai 1957 – 2. September 1957       | Kabinett Sukselainen I  |
| Teuvo Aura           | parteilos                                 | 2. September 1957 – 29. November 1957  | Kabinett Sukselainen I  |
| Urho Kiukas          | parteilos                                 | 29. November 1957 – 26. April 1958     | Kabinett von Fieandt    |
| Harras Kyttä         | parteilos                                 | 26. April 1958 – 29. August 1958       | Kabinett Kuuskoski      |
| Atte Pakkanen        | Landbund                                  | 29. August 1958 – 13. Januar 1959      | Kabinett Fagerholm III  |
| Eino Palovesi        | Landbund                                  | 13. Januar 1959 – 4. Februar 1960      | Kabinett Sukselainen II |
| Eemil Luukka         | Landbund                                  | 4. Februar 1960 – 14. Juli 1961        | Kabinett Sukselainen II |
| Eemil Luukka         | Landbund                                  | 14. Juli 1961 – 13. April 1962         | Kabinett Miettunen I    |
| Eeli Erkkilä         | Landbund                                  | 13. April 1962 – 8. Februar 1963       | Kabinett Karjalainen I  |
| Niilo Ryhtä          | Landbund                                  | 8. Februar 1963 – 18. Dezember 1963    | Kabinett Karjalainen I  |
| Arno Hannus          | parteilos                                 | 18. Dezember 1963 – 12. September 1964 | Kabinett Lehto          |
| Niilo Ryhtä          | Zentrumspartei                            | 12. September 1964 – 27. Mai 1966      | Kabinett Virolainen     |
| Martti Viitanen      | Sozialdemokratische Partei Finnlands      | 27. Mai 1966 – 30. November 1967       | Kabinett Paasio I       |
| Antero Väyrynen      | Sozialdemokratische Partei Finnlands      | 1. Dezember 1967 – 22. März 1968       | Kabinett Paasio I       |
| Heikki Tuominen      | Sozialdemokratische Partei Finnlands      | 22. März 1968 – 14. Mai 1970           | Kabinett Koivisto I     |
| Teemu Hiltunen       | parteilos                                 | 14. Mai 1970 – 15. Juli 1970           | Kabinett Aura I         |
| Artturi Jämsén       | Zentrumspartei                            | 15. Juli 1970 – 28. Mai 1971           | Kabinett Karjalainen II |
| Eino Uusitalo        | Zentrumspartei                            | 28. Mai 1971 – 29. Oktober 1971        | Kabinett Karjalainen II |
| Heikki Tuominen      | parteilos                                 | 29. Oktober 1971 – 23. Februar 1972    | Kabinett Aura II        |
| Martti Viitanen      | Sozialdemokratische Partei Finnlands      | 23. Februar 1972 – 4. September 1972   | Kabinett Paasio II      |
| Heikki Tuominen      | parteilos                                 | 4. September 1972 – 13. Juni 1975      | Kabinett Sorsa I        |
| Heikki Koski         | parteilos                                 | 13. Juni 1975 – 30. November 1975      | Kabinett Liinamaa       |
| Paavo Tiilikainen    | Sozialdemokratische Partei Finnlands      | 30. November 1975 – 29. September 1976 | Kabinett Miettunen II   |
| Eino Uusitalo        | Zentrumspartei                            | 29. September 1976 – 15. Mai 1977      | Kabinett Miettunen III  |
| Eino Uusitalo        | Zentrumspartei                            | 15. Mai 1977 – 26. Mai 1979            | Kabinett Sorsa II       |
| Eino Uusitalo        | Zentrumspartei                            | 26. Mai 1979 – 19. Februar 1982        | Kabinett Koivisto II    |
| Matti Ahde           | Sozialdemokratische Partei Finnlands      | 19. Februar 1982 – 6. Mai 1983         | Kabinett Sorsa III      |
| Matti Ahde           | Sozialdemokratische Partei Finnlands      | 6. Mai 1983 – 30. September 1983       | Kabinett Sorsa IV       |
| Matti Luttinen       | Sozialdemokratische Partei Finnlands      | 1. Oktober 1983 – 30. November 1984    | Kabinett Sorsa IV       |
| Kaisa Raatikainen    | Sozialdemokratische Partei Finnlands      | 1. Dezember 1984 – 30. April 1987      | Kabinett Sorsa IV       |
| Jarmo Rantanen       | Sozialdemokratische Partei Finnlands      | 30. April 1987 – 26. April 1991        | Kabinett Holkeri        |
| Mauri Pekkarinen     | Zentrumspartei                            | 26. April 1991 – 13. April 1995        | Kabinett Aho            |
| Jan-Erik Enestam     | Schwedische Volkspartei                   | 13. April 1995 – 15. April 1999        | Kabinett Lipponen I     |
| Kari Häkämies        | Nationale Sammlungspartei                 | 15. April 1999 – 1. September 2000     | Kabinett Lipponen II    |
| Ville Itälä          | Nationale Sammlungspartei                 | 1. September 2000 – 17. April 2003     | Kabinett Lipponen II    |
| Kari Rajamäki        | Sozialdemokratische Partei Finnlands      | 17. April 2003 – 24. Juni 2003         | Kabinett Jäätteenmäki   |
| Kari Rajamäki        | Sozialdemokratische Partei Finnlands      | 24. Juni 2003 – 19. April 2007         | Kabinett Vanhanen I     |
| Anne Holmlund        | Nationale Sammlungspartei                 | 19. April 2007 – 22. Juni 2010         | Kabinett Vanhanen II    |
| Anne Holmlund        | Nationale Sammlungspartei                 | 22. Juni 2010 – 22. Juni 2011          | Kabinett Kiviniemi      |
| Päivi Räsänen        | Christdemokraten                          | 22. Juni 2011 – 24. Juni 2014          | Kabinett Katainen       |
| Päivi Räsänen        | Christdemokraten                          | 24. Juni 2014 – 29. Mai 2015           | Kabinett Stubb          |
| Petteri Orpo         | Nationale Sammlungspartei                 | 29. Mai 2015 – 22. Juni 2016           | Kabinett Sipilä         |
| Paula Risikko        | Nationale Sammlungspartei                 | 22. Juni 2016 – 12. Februar 2018       | Kabinett Sipilä         |
| Kai Mykkänen         | Nationale Sammlungspartei                 | 12. Februar 2018 – 6. Juni 2019        | Kabinett Sipilä         |
| Maria Ohisalo        | Die Grünen                                | 6. Juni 2019 – 10. Dezember 2019       | Kabinett Rinne          |
| Maria Ohisalo        | Die Grünen                                | 10. Dezember 2019 – 19. November 2021  | Kabinett Marin          |
| Krista Mikkonen      | Die Grünen                                | 19. November 2021 – 20. Juni 2023      | Kabinett Marin          |
| Mari Rantanen        | Die Finnen                                | 20. Juni 2023 – amtierend              | Kabinett Orpo           |